# Cheey
Cheey es un barrio rural  del municipio filipino de tercera categoría de Busuanga perteneciente a la provincia  de Paragua en Mimaro,  Región IV-B.

## Geografía
Este barrio se encuentra en la Isla Busuanga, la más grande del Grupo Calamian situado a medio camino entre las islas de Mindoro (San José) y de Paragua (Puerto Princesa), con el Mar de la China Meridional al poniente y el mar de Joló a levante. Al sur de la isla están las otras dos islas principales del Grupo Calamian: Culión y Corón.
Linda al norte con el mar de Joló; al sureste con el municipio vecino de Corón, barrios de San José y de Decalachao; al suroeste con San Rafael, Vieja Busuanga (Old Busuanga), Salvación, Bogtong (Bugtong), Sagrada y Concepción; y al este con el barrio de Calauit (Quezón). Comprende además las islas de  Mitpet y Mitpit, ambas situadas en el mar de Joló.

### Demografía
El barrio de Cheey contaba en mayo de 2010 con una población de 1990  habitantes.

## Historia
El 17 de junio de 1950, este barrio de Cheey, que hasta  ahora formaba parte del municipio de Corón pasan a constituir un nuevo municipio que será conocido con el nombre de Busuanga. Su ayuntamiento se situará en el barrio de  Nueva Busuanga.